# 郭英乂
郭 英乂（かく えいがい、生年不詳 - 765年）は、唐代の軍人・政治家。字は元武。本貫は瓜州晋昌県。

## 経歴
隴右節度使・左羽林軍将軍の郭知運の末子として生まれた。若くして武芸を習い、河西・隴右のあいだで任官し、軍功により諸衛員外将軍に累進した。天宝末年、安禄山の乱が起こると、英乂は秦州都督・隴右採訪使をつとめた。至徳元載（756年）7月、天水郡太守となった。12月、扶風郡太守に転じた。至徳2載（757年）、隴右節度使となり、御史中丞を兼ねた。唐が長安と洛陽を奪回すると、英乂は長安に召還され、禁兵をつかさどった。羽林軍大将軍に転じ、特進を加えられた。父母が死去したため、英乂は職を去って喪に服した。
乾元2年（759年）、史思明が洛陽を陥落させ、陳州・蔡州を攻略しようと図ると、英乂は淮南節度使の兵を統率して、その対応にあたった。乾元3年（760年）、史思明が陝州・虢州を攻撃すると、英乂は陝州刺史として起用され、陝虢節度・潼関防禦等使をつとめた。ほどなく御史大夫を加えられ、神策軍節度使を兼ねた。宝応元年（762年）、代宗が即位すると、英乂は検校戸部尚書を加えられ、御史大夫を兼ねた。元帥の雍王李适が陝県から諸軍を率いて洛陽の反乱軍を討つと、英乂は陝県に留められて殿軍をつとめた。洛陽が平定されると、英乂は権東都留守をつとめた。洛陽に到着すると、唐軍の暴力を禁止することができず、麾下の兵をはじめ朔方や回紇の兵が洛陽城で大規模な略奪をおこない、はては鄭州や汝州などでも暴行が繰り広げられた。広徳元年（763年）、英乂は長安に召還されて、尚書右僕射に任じられ、定襄郡王に封じられた。富裕をたのんで、長安に立派な邸宅を建造し、奢侈をきわめた。宰相の元載と交友を結んだ。
永泰元年（765年）、剣南節度使の厳武が死去すると、英乂は元載の推挙によりこれに代わって成都尹を兼ね、剣南節度使をつとめた。成都に着任すると、不法行為をほしいままにし、誰はばかることなかった。玄宗が蜀に避難したときの旧宮に道士観が置かれ、中に玄宗の鋳金真容（金箔肖像画）と乗輿侍衛図画が保管されていた。剣南節度使は着任するごとに、みなまず真容に拝礼して後に事務をみる慣習になっていた。英乂は旧宮に入居すると、その真容と図画を全て破壊してしまった。これを見た者は憤懣やるかたなかったが、英乂の軍政が苛酷であったため、あえて発言しなかった。さらに英乂は女人を集めて驢馬に乗って球を撃たせ、驢馬の鞍には螺鈿を施し、服にはみなぜいたくな装飾を用いさせた。日に数万を費して、笑って楽しんでいた。蜀の人々は英乂の統治を恨んだ。西山都知兵馬使の崔旰が民心を得ていたことから、英乂はかれに民衆の不満を抑えさせることにした。英乂の思惑に反して崔旰は蜀の人々の恨みを背負い、西山から麾下5000あまりを率いて成都を襲撃した。英乂は軍を出してこれを阻もうとしたが、その部下はみな叛き、かえって英乂を攻めた。英乂は簡州に逃れ、普州刺史の韓澄が英乂の首級を斬って崔旰に送り、合わせてその妻子を殺害した。

## 伝記資料
- 『旧唐書』巻117 列伝第67
- 『新唐書』巻133 列伝第58